# Леттерман, Роб
Роб Леттерман (род. 31 октября 1970, Гонолулу, Гавайи) — американский кинорежиссёр и сценарист.

## Биография
Дебютировал в 1999 году как режиссёр короткометражного фильма «Los gridos». В 2004 году был режиссёром и сценаристом мультфильма «Подводная братва» (был номинирован на премию «Оскар» в 2005 году в номинации «Лучший анимационный фильм»).

## Фильмография
| 1999 | Los gridos                | зелёная ✓ |           |
| 2004 | Подводная братва          | зелёная ✓ | зелёная ✓ |
| 2005 | Club Oscar                | зелёная ✓ |           |
| 2009 | Монстры против пришельцев | зелёная ✓ | зелёная ✓ |
| 2010 | Путешествия гулливера     | зелёная ✓ |           |
| 2015 | Ужастики                  | зелёная ✓ |           |
| 2019 | Покемон. Детектив Пикачу  | зелёная ✓ |           |